# Halina Konopacka
Halina Konopacka (Leonarda Kazimiera Konopacka-Matuszewska-Szczerbińska) (Rawa Mazowiecka, 1900. november 11. – Daytona Beach, Egyesült Államok, 1989. január 28.) olimpiai bajnok lengyel atléta, diszkoszvető, hazája első olimpiai bajnoka.

## Pályafutása
1928-ban részt vett az amszterdami olimpiai játékokon, ahol magas előnnyel nyerte meg a diszkoszvetés számát. A döntőben új női világrekordot állított 39,62 méteres dobással. Halina több mint 2,5 méterrel dobott nagyobbat, mint a végül ezüstérmes amerikai Lillian Copeland.
1926 és 1928 között három alkalommal állított fel új női világrekordot. Legutolsó rekordja, melyet az amszterdami olimpián teljesített, 1932 májusáig élt.
Sportpályafutása végeztével író lett, majd a második világháború után az Amerikai Egyesült Államokba költözött.